# Malé Trakany
Malé Trakany (maďarsky Kistárkány) jsou obec na Slovensku. Nacházejí se v Košickém kraji, v okrese Trebišov.
Obec o rozloze 11,02 km² se nachází v nadmořské výšce 105 m. K 31. 12. 2011 v obci žilo 1148 obyvatel. První písemná zmínka o obci je z roku 1332. Obec téměř splynula se sousední obcí Veľké Trakany.

## Obyvatelstvo
Podle výsledků sčítání v roce 2011 bylo v obci z 1156 obyvatel celkem 998 Maďarů, 128 Slováků, 8 Romů, 1 Rusín a 1 Ukrajinec. 20 obyvatel žádnou národnost neuvedlo.